# Meinersen
Meinersen ist eine Gemeinde im Westen des Landkreises Gifhorn in Niedersachsen. Die Gemeinde Meinersen ist Mitgliedsgemeinde und Sitz der Samtgemeinde Meinersen. Der Ort liegt zwischen den Städten Peine, Gifhorn, Celle und Burgdorf.

## Gemeindegliederung

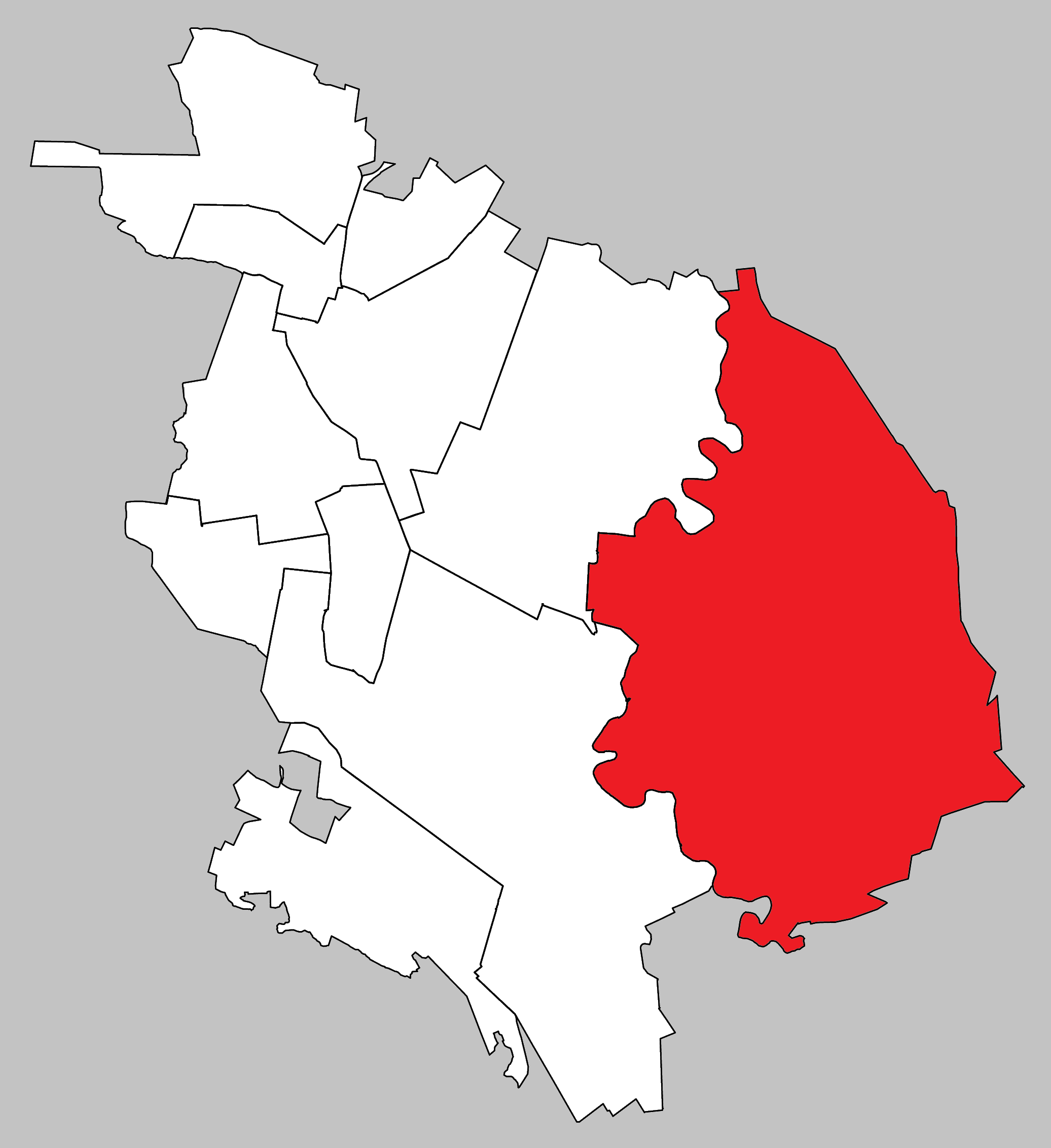
Lage des Ortsteils Meinersen in der Gemeinde Meinersen

Die Gemeinde Meinersen hat insgesamt 8422 Einwohner (1. April 2024) und erstreckt sich auf einer Fläche von 53,83 km². Sie gliedert sich in folgende Ortsteile (in Klammern die Einwohnerzahl, Stand 1. April 2024):
- Hauptort Meinersen (4145)
- Ahnsen (1292)
- Böckelse (140)
- Gutshof Hardesse (6)
- Höfen (59)
- Hünenberg (29)
- Ohof (748)
- Päse (473)
- Seershausen (1497)
- Siedersdamm (4)
- Warmse (29)

## Geschichte

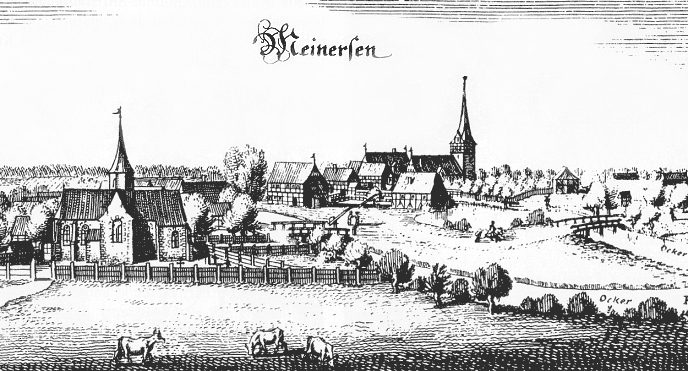
Merian-Kupferstich 1654, rechts das Kirchturm-ähnliche und nicht mehr bestehende Schloss

Meinersen war im Mittelalter Sitz des Geschlechts derer von Meinersen, die 1142 erstmals urkundlich erwähnt wurden. Ihren Herrschaftsbereich erhielten sie direkt als Reichslehen und unterstanden keinem Fürsten oder Herzog. Oda von Meinersen war von 1248 bis 1260 die Äbtissin der vereinigten Stifte von Gernrode und Frose. 1316 eroberten Truppen des Lüneburger Herzogs Otto der Strenge die Burg auf dem Weinberg, die auf dem Flurstück Weinberg östlich der Oker stand und fügte Meinersen dem Fürstentum Lüneburg hinzu. Um 1350 wurde auf der Westseite der Oker die Burg Meinersen errichtet. Während der Hildesheimer Stiftsfehde (1519–1523) kam es zu schweren Beschädigungen, wie aber der Merianstich von 1654 zeigt, wurde die Anlage wieder hergerichtet. An ihrer Stelle entstand 1765 das Amthaus, das heute als Künstlerhaus fungiert.
Das Geschlecht derer von Meinersen erlosch 1374 mit dem Tod von Bernhard II. Im Jahre 1428 fiel Meinersen wieder an das Herzogtum Braunschweig-Lüneburg zurück und wurde dann an verschiedene Besitzer verlehnt oder verpfändet. Im Jahre 1532 richtete das Herzogtum das Amt Meinersen ein, das bis 1885 bestand. Es diente der Verwaltung und zog von den Bewohnern Abgaben ein.

### Jüngere Geschichte

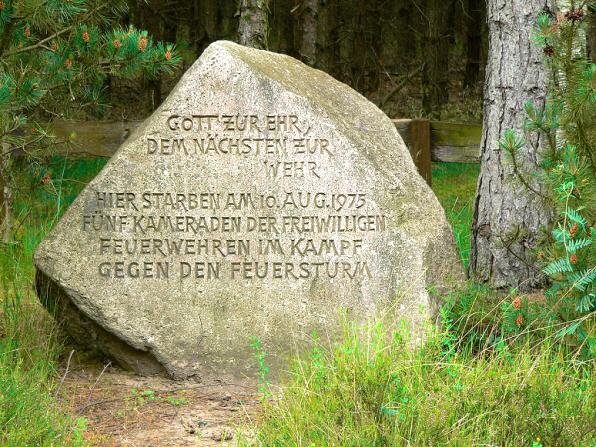
Gedenkstein für die fünf ums Leben gekommenen Feuerwehrleute an der Unglücksstelle bei Meinersen

Am 10. April 1945 marschierten kurz vor Ende des Zweiten Weltkriegs amerikanische Truppen in Meinersen ein.
Überregionale Bekanntheit erlangte Meinersen 1975 bei der Waldbrandkatastrophe, als am 8. August ein Waldbrand außer Kontrolle geriet und sich in Richtung des Ortes bewegte. Zwei Tage später starben dort in einem Wald fünf Feuerwehrmänner, nachdem Flammen sie eingeschlossen hatten. An der Unglücksstelle östlich von Meinersen und südlich der B 188 wurde eine Gedenkstätte eingerichtet.

### Eingemeindungen
Am 1. März 1974 wurden die Gemeinden Ahnsen, Böckelse, Höfen, Päse und Seershausen sowie aus dem Landkreis Peine die Gemeinde Ohof eingegliedert.

## Politik

### Gemeinderat
Der Rat der Gemeinde Meinersen setzt sich aus 23 Mitgliedern zusammen. Die Ratsmitglieder werden durch eine Kommunalwahl für jeweils fünf Jahre gewählt.
Bei der Kommunalwahl 2021 ergab sich folgende Sitzverteilung:
| Gemeinderat 2021Insgesamt 23 Sitze - Linke: 1 - SPD: 6 - Grüne: 4 - CDU: 10 - AfD: 1 - Basis: 1 |

| Wahljahr | CDU | SPD | Grüne | FDP | Gesamt   |
| -------- | --- | --- | ----- | --- | -------- |
| 2016     | 11  | 9   | 2     | 1   | 23 Sitze |

### Bürgermeister
Bürgermeister Meinersens ist Thomas Spanuth (CDU). Seine Stellvertreter sind Heinrich Beutner (CDU), Jessica Schattschneider (Bündnis 90/Die Grünen) und Wilfried Voiges (SPD).

## Religionen

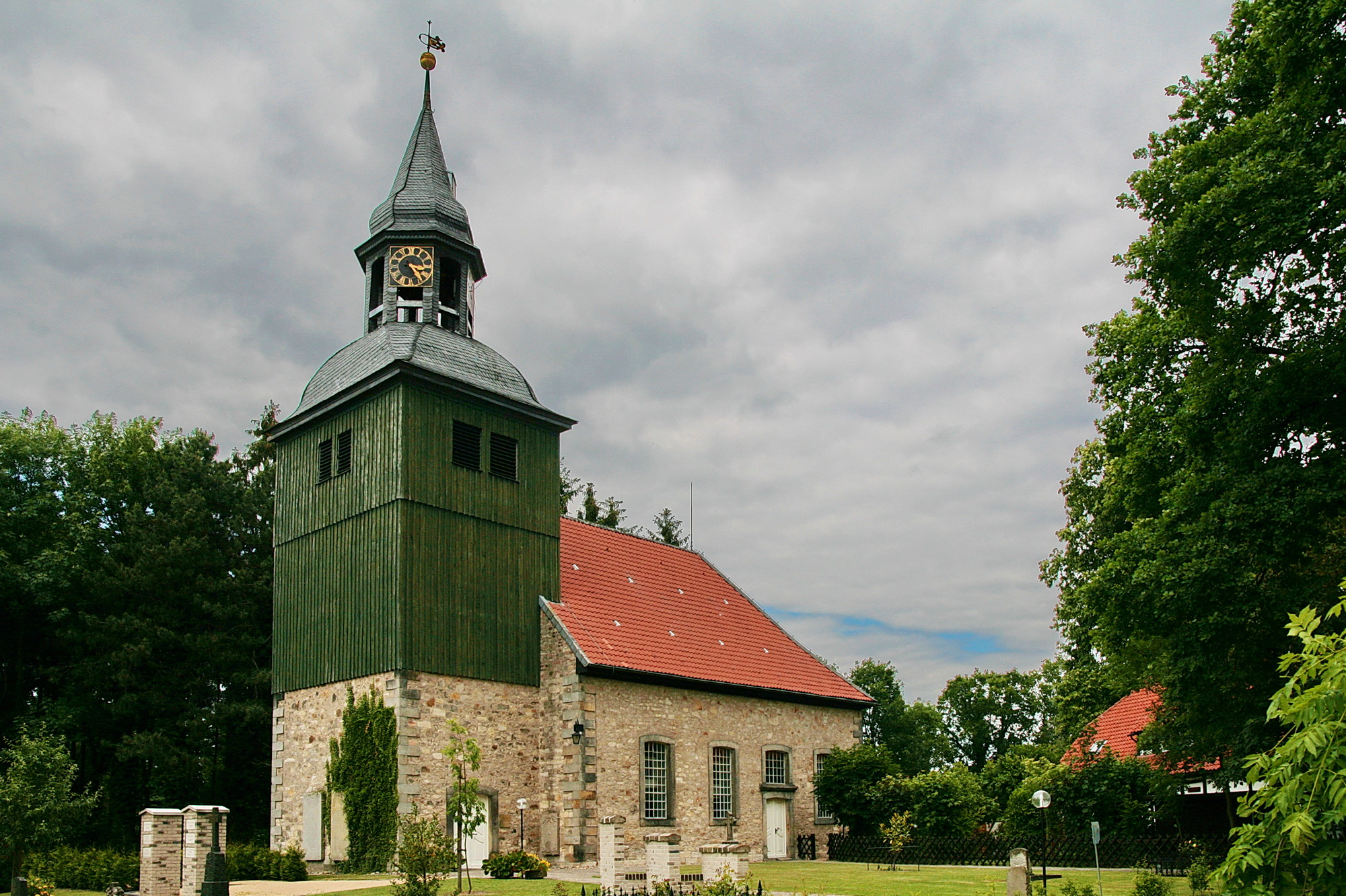
St.-Georg-Kirche

In Meinersen befinden sich die folgenden Kirchen:
Die St.-Georg-Kirche (Alte Straße 15) gehört zum Sprengel Lüneburg in der Evangelisch-lutherischen Landeskirche Hannovers.
Nachdem sich in Folge des Zweiten Weltkriegs wieder Katholiken im seit der Reformation evangelisch geprägten Raum Meinersen angesiedelt hatten, fanden zunächst katholische Gottesdienste in einem Saal oder in der evangelischen St.-Georg-Kirche statt. Im Jahre 1960 wurde im ehemaligen Amtsgerichtsgebäude eine Kapelle eingerichtet, 1977 wurde die bis 2014 bestehende St.-Maria-Goretti-Kirche erbaut. Heute gehören die Katholiken in Meinersen zur Pfarrei St. Altfrid in Gifhorn, etwas näher gelegen ist deren Filialkirche St. Bernward, ebenfalls in Gifhorn.
Die Neuapostolische Kirche (Dalldorfer Straße 9) wurde 1985 erbaut, die Gemeinde gehörte zum Kirchenbezirk Braunschweig. Die Kirche besteht seit 2015 nicht mehr, in dem von der Gemeinde gekauften Gebäude ist im Frühjahr 2017 das Historische Archiv eingezogen.
Zur Selbständigen Evangelisch-Lutherischen Kirche gehört die neugotische St.-Stephanuskirche im Ortsteil Seershausen.
Im Ortsteil Ohof wirkt die Evangelische Gemeinschaft Ohof-Eltze im TCG-Ohof (Tagungscenter „Gotteshütte“ Ohof), dem christlichen Kulturzentrum des dort ansässigen Ohofer Gemeinschaftsverbandes.

## Kultur und Sehenswürdigkeiten

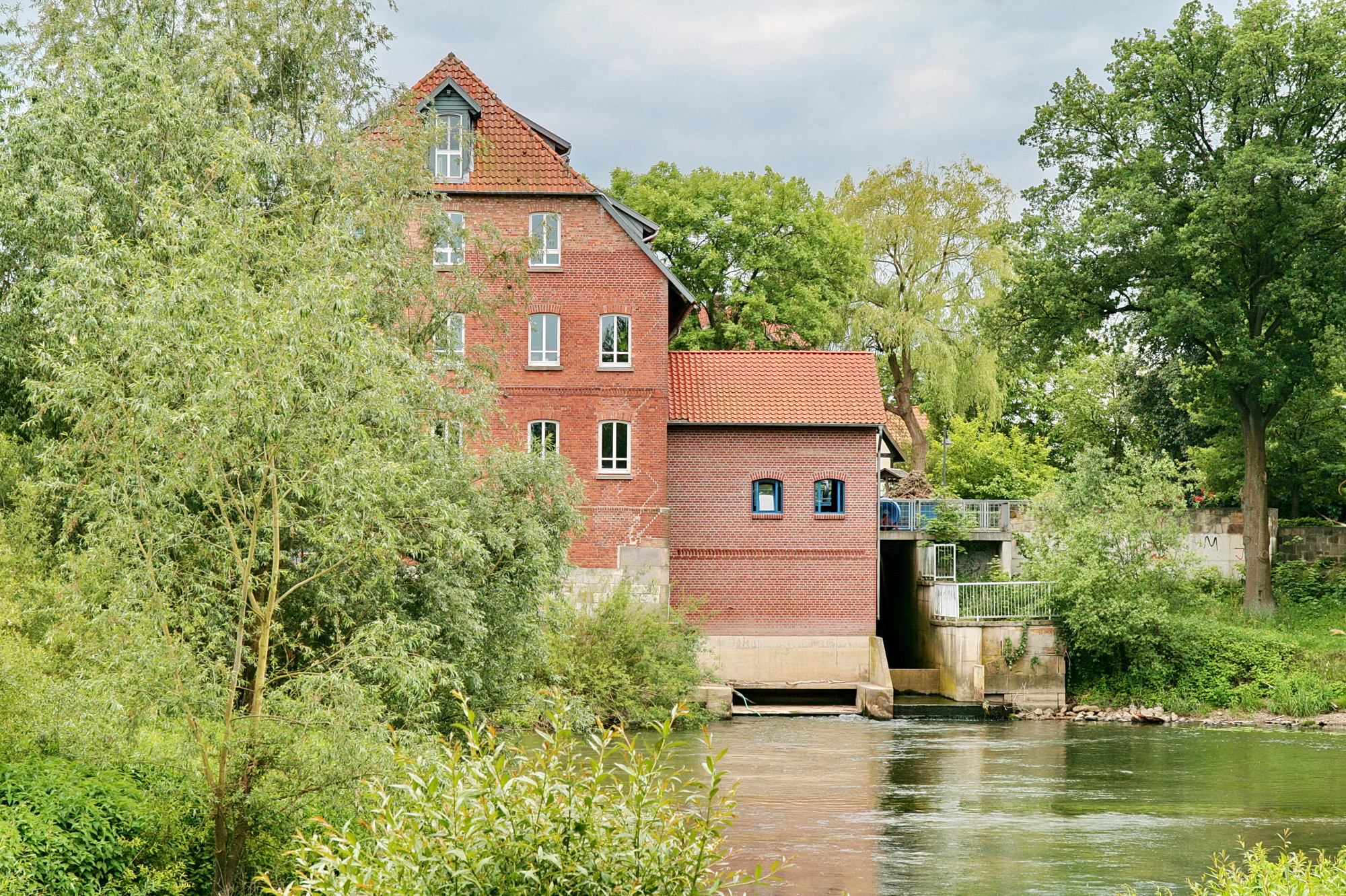
Okermühle

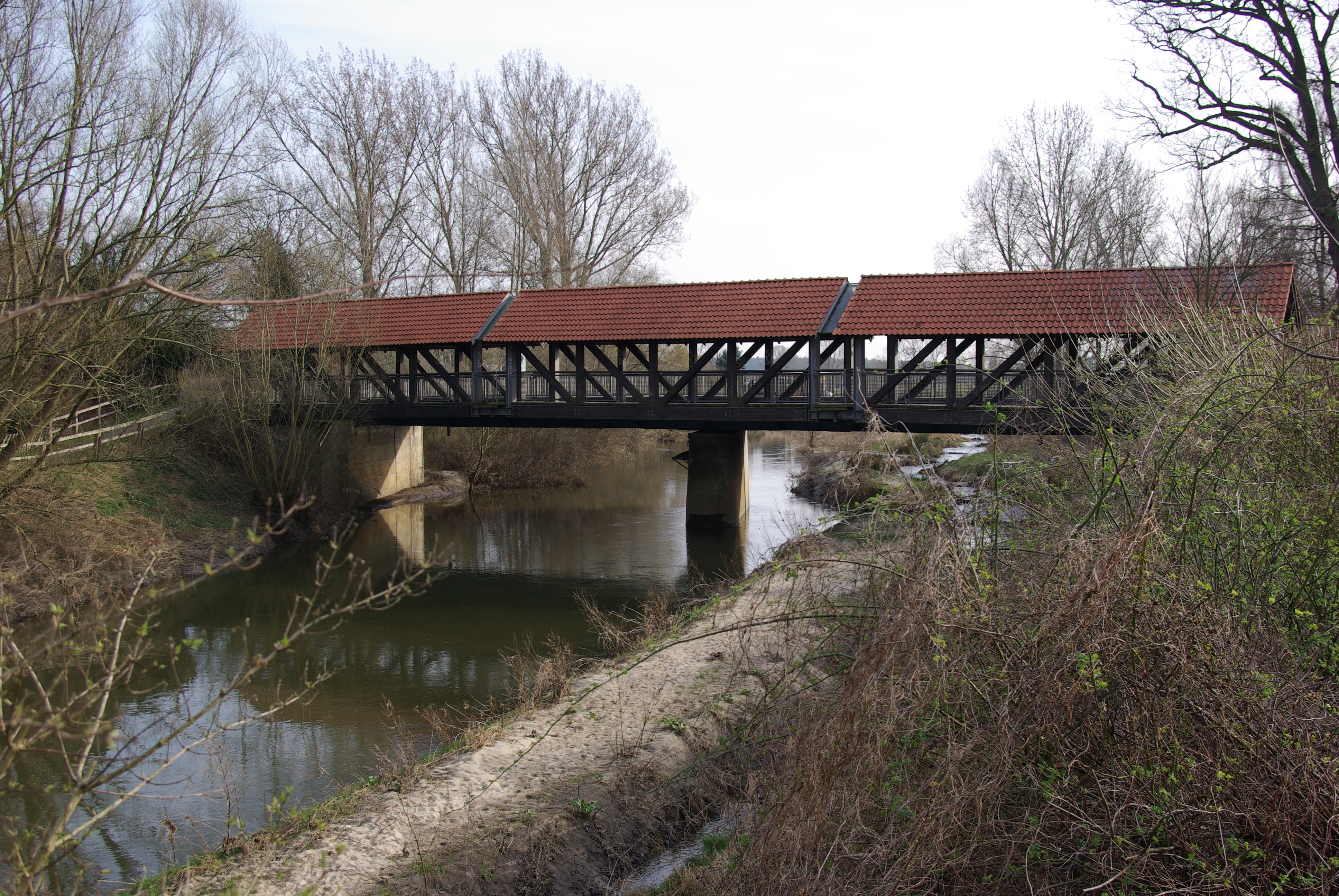
Im historischen Stil gehaltene Fußgängerbrücke über die Oker neben der Hauptstraße

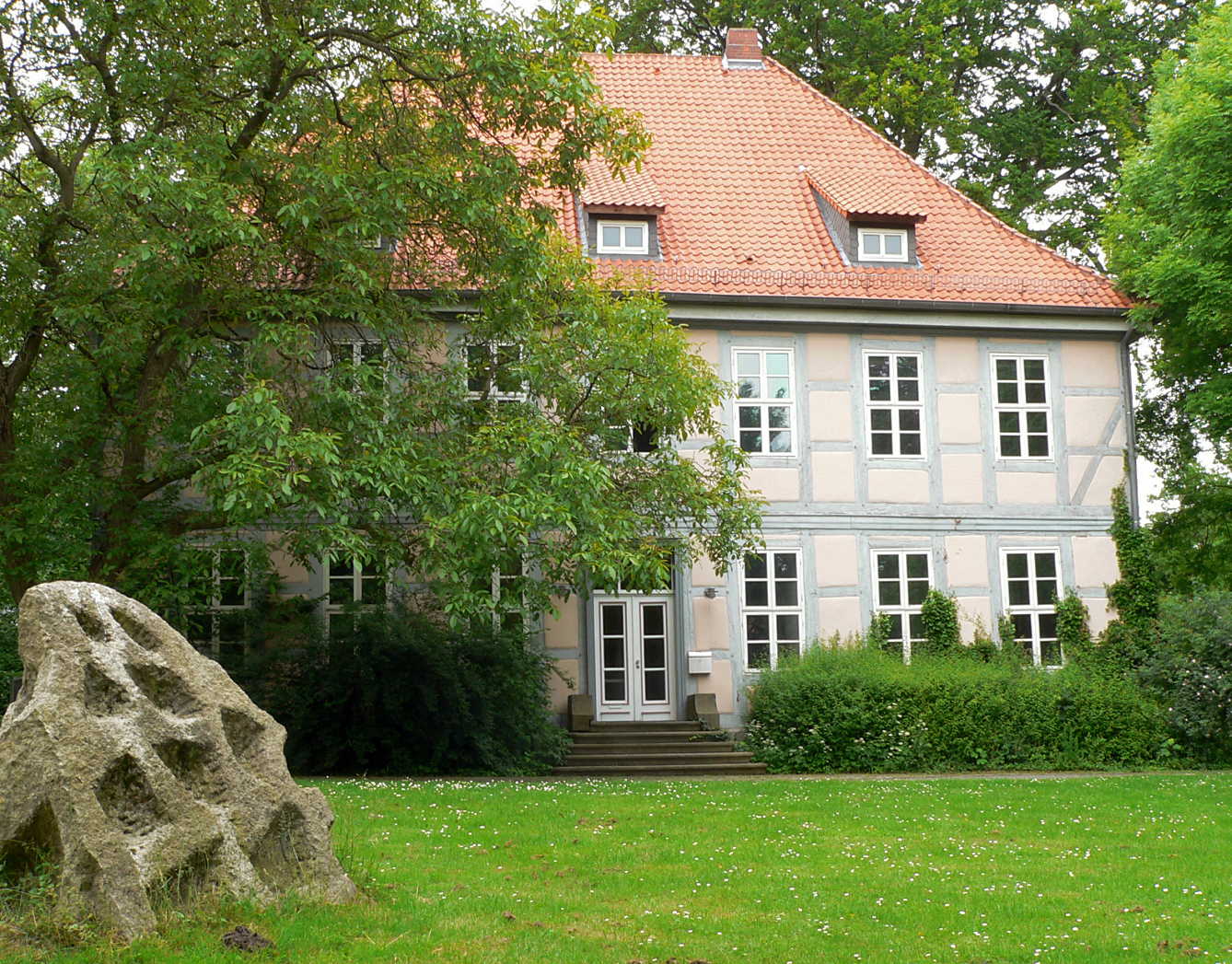
Früheres Amthaus, heute Künstlerhaus

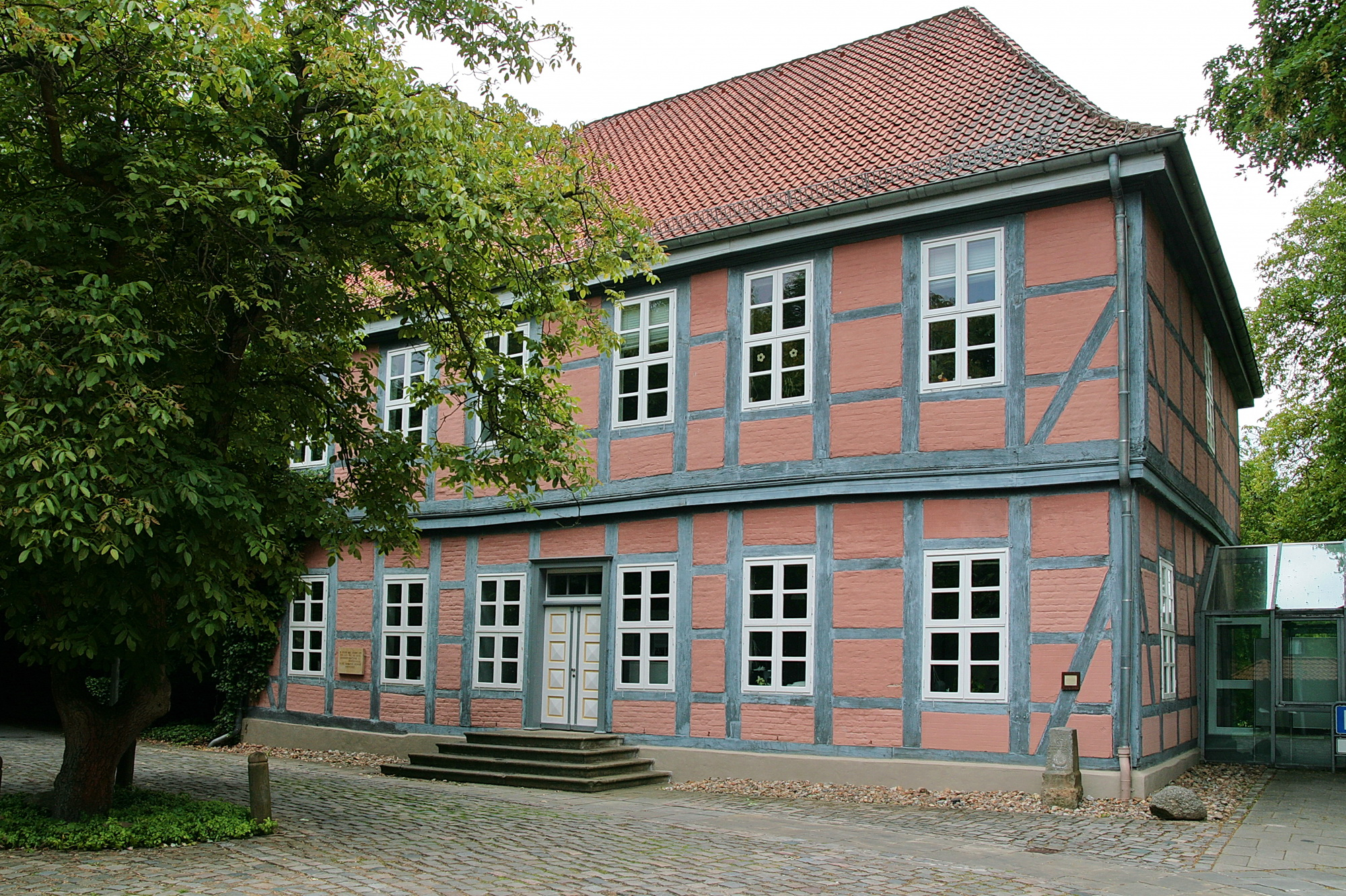
Amtsschreiberhaus, heute Samtgemeindeverwaltung

### Bauwerke
Die Traditionsinsel an der Oker in Meinersen besteht aus historischen Gebäuden in parkähnlicher Umgebung mit 300-jährigem Baumbestand. Sie befindet sich im westlichen Ortsbereich, wo die Hauptstraße (ehemalige B 188) über die Oker führt. Zu ihr gehören:
Okermühle (heute außer Betrieb)
Direkt an der Oker liegt eine Wassermühle, die 1551 erstmals erwähnt wurde. 1653 wurde sie Zwangsmühle der Hausvogtei Meinersen. Nach Zerstörungen durch Hochwasser (1849) und Brandstiftung (1894) erfolgt jeweils der Wiederaufbau. Die weiteren Jahreszahlen 1873, 1950 und 1977 an der Fassade des großen Backsteingebäudes weisen auf Umbauten und Vergrößerungen hin. Im Jahr 1974 wurde die Mühle stillgelegt und seit 1994 erzeugt sie – mit einer modernen Kaplanturbine versehen – elektrischen Strom.
Amtshaus (heute Künstlerhaus)
Das Amtshaus ist ein zweigeschossiges Fachwerkgebäude von 1765 unmittelbar an der Hauptstraße. Es wurde als Dienstsitz der Amtmänner des Amt Meinersen errichtet. Vorher stand an dieser Stelle die Burg Meinersen, von der sich noch Mauerreste im Boden fanden. Nach der Auflösung des Amtes 1885 diente das Haus bis 1959 als Dienstwohnung des Richters am Amtsgericht. Danach wurde es als Kindergarten genutzt, bis in den 1980er Jahren daraus ein Künstlerhaus mit sechs Atelierwohnungen wurde. Hier wirken Kunstschaffende aus dem In- und Ausland ein Jahr lang in ländlicher Abgeschiedenheit. Das Künstlerhaus ist seit 1989 in kommunalem Eigentum und wird von einem Trägerverein aus Gebietskörperschaften, Kunsthochschulen und Industrieunternehmen (Volkswagen AG) verwaltet.
Amtsschreiberhaus (heute Sitz der Samtgemeinde Meinersen)
Das Amtsschreiberhaus entstand 1745 als Dienstwohnung des leitenden Beamten des Amtes. Der zweigeschossige Fachwerkbau mit rosa Gefachen liegt leicht zurückgesetzt nördlich der Hauptstraße. Bei Auflösung des Amtes Meinersen 1885 wurde darin eine Landwirtschaftsschule eingerichtet, die dort bis 1965 bestand. Nach kurzer Übergangszeit als Polizeistation bezog die Gemeindeverwaltung 1971 das historische Gebäude. Von 1986 bis 1990 entstand der neue Sitz der Samtgemeinde Meinersen. Dazu wurden das restaurierte Amtsschreiberhaus, ein ebenso altes Nebengebäude und ein Neubau durch lichte Glasgänge miteinander verbunden.
Pforthaus (heute Wohngebäude)
Das historische Gebäude Pforthaus liegt neben dem heutigen Künstlerhaus und diente bis 1959 als Amtsgericht. Heute ist das alte Poorthus ein sorgsam restauriertes Wohnhaus.

### Kunst
Die Gruppe „Norddeutsche Realisten“ hat auf Einladung der Bösenberg-Stiftung und dem Künstlerhaus Meinersen ein Symposium durchgeführt. Im Oktober 2013 haben die Pleinairmaler Nikolaus Störtenbecker, Meike Lipp, Frank Suplie und Matvey Slavin 36 Bilder vor Ort gemalt. Ausgewählte Werke wurden im November 2013 im Künstlerhaus Meinersen präsentiert und dank der Hilfe der Meinerser Unternehmen und Privatpersonen erworben, sodass sie dauerhaft in Meinersen bleiben.

## Wirtschaft und Infrastruktur

### Öffentliche Einrichtungen
Die Freiwillige Feuerwehr in Meinersen wurde 1883 gegründet, ihr heutiges Feuerwehrhaus 1995 erbaut. Im Juni 2022 erfolgte die Gründung einer Kinderfeuerwehr.

### Bildung
Schulen in Meinersen sind die Grundschule  Ameisenschule Meinersen, eine Hauptschule, die  Sally-Perel-Realschule Meinersen und das 2005 gegründete Sibylla-Merian-Gymnasium.

### Verkehr
Meinersen liegt an der Bundesstraße 188, die bis 2004 durch den Ortskern führte und seitdem als Umgehungsstraße nördlich um den Ort führt. 2020/21 wurde die Straßenbrücke über die Oker neu erbaut. Der Bahnhof Meinersen liegt im Ortsteil Ohof an der Berlin-Lehrter Eisenbahn, etwa 7 km vom Ortskern entfernt. Der öffentliche Nahverkehr gehört zum Verbundtarif Region Braunschweig.

## Persönlichkeiten
- Fabian Klos (* 1987), Fußballspieler